# ローマ・ラツィアリ駅
ローマ・ラツィアリ駅（Stazione di Roma Laziali）は、イタリア ローマのATACローマ＝ジャルディネッティ線のローマ都心側の起点駅である。イタリア鉄道のローマ・テルミニ駅に隣接しており、ローマ空港行き直通急行レオナルド・エクスプレス等が発着する同駅の南東側プラットホームの先端付近で中央口から400m離れた位置がラツィアリ駅の入口である。

## 歴史
1950年、ローマ・テルミニ駅の改築工事でローマ＝ジャルディネッティ線の起点駅であったテルミニ駅のプラットホームが撤去され、400m先に行った所まで路線を短くして設けた新たなプラットホームが、現在のラツィアリ駅である。1983年に、それまで5線あった線路を3線に減じられた（4,5番線の撤去）。

## 周辺
駅の南西300mにヴィットーリオ・エマヌエーレ2世広場がある。同公園内には古代ローマ時代の水道施設（カステルム・アクアエ）であるニンファエウム・アレクサンドリがある。また、周辺は中国人を筆頭とした外国人居住者の割合が増えイタリアで最大の華僑コミュニティー（20世紀末時点で約2万人）を形成している。
駅の西約100mの場所には、旧ローマ水族館と古代ローマ時代の都市壁であるセルウィウス城壁の跡が残っている。
駅の南西100mにはローマ・ラ・サピエンツァ大学の人文学科（Facoltà di Lettere e Filosofia）の東洋研究所（Istituto italiano di Studi orientali）の施設がある。